# Kokand
|  | Per a altres significats, vegeu «Khokand». |

Kokand, (uzbek: Qo‘qon; persa: خوقند, Xuqand) és una ciutat de l'est de l'Uzbekistan, situada a l'extrem sud-occidental de la vall de Fergana, vora el riu Sokh. Té una població de 180.000 habitants, segons l'estimació del 2005. Apareix sovint com a Khokand o Khukand, de l'etimologia popular Khuk-kand, 'Vila del porc senglar'. És un centre manufacturer de fertilitzants, productes químics, maquinària i productes alimentaris i tèxtils de cotó.
Kokand està emplaçat a la cruïlla de les dues carreteres principals de la vall de Fergana, l'una que en direcció nord-oest travessa les muntanyes cap a Taixkent, i l'altra que travessa la vall i que arriba fins a Khudjand (Tadjikistan) a l'oest, i fins a Andijan a l'est. Per tot plegat, Kokand és el principal centre de comunicacions de la vall de Fergana. Per això va ser la capital de l'històric kanat de Kokand.

## Història

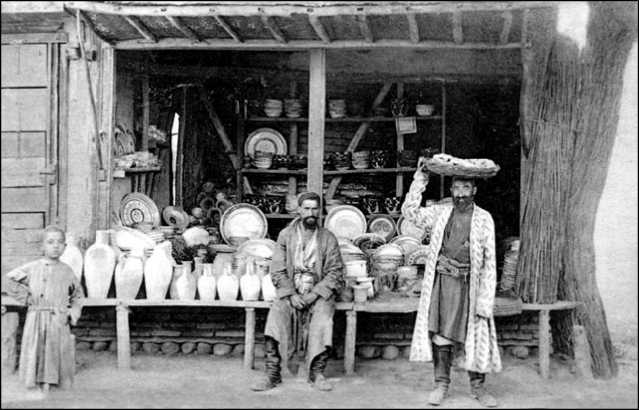

Kokand existeix des de, com a mínim, el segle x, quan era coneguda com a Khavakend i estava situada en una ruta de caravanes entre l'Índia i la Xina. Fou destruïda pels mongols al segle xiii.
De 1571 a 1626, el kanat va formar part de l'Emirat de Bukharà fins que va esdevenir independent a mitjan segle xviii, i va tenir una època de màxima puixança a la dècada dels anys 1820 i 1830.
La ciutat actual es va desenvolupar a l'entorn d'un fort construït el 1732 a l'emplaçament d'una altra antiga fortalesa anomenada Eski-Kurgan. Des de vers el 1740 va esdevenir la capital d'un kanat uzbek (el kanat de Kokand), que va arribar fins a Khizilordà a l'oest i a Bixkek (al Kirguizstan) al nord-est. Kokand fou el principal centre religiós de la vall de Fergana durant el kanat. En una època va tenir més de 300 mesquites.
El 1875, Kokand fou presa pels russos del general Mikhail Skobelev i el 1876 el govern rus va dissoldre el kanat de Kokand, que fou inclòs al govern general del Turkestan Rus sota el general Kaufman. En canvi, es permetia al kanat de Khiva i a l'Emirat de Bukharà continuar existint com a protectorats.
El 1916 les poblacions de l'antic kanat van tenir un paper essencial en les revoltes antirusses quan es va intentar d'enrolar a l'exèrcit els no russos com a treballadors (durant la Segona Guerra Mundial). Enfonsat el règim tsarista en abdicar el tsar el 27 de febrer de 1917 la regió fou el centre del moviment islamista per l'autonomia del Turquestan, mentre els oficials tsaristes formaven el Comitè del Turquestan i els revolucionaris (principalment russos i treballadors del ferrocarril russos i ucraïnesos) establien soviets que triomfaven a Taixkent (3 de maig de 1917). Els musulmans no estaven representats per cap dels dos grups i van formar a Taixkent la Conferència Extraordinària de Tots els Musulmans, que va reclamar l'autonomia dins la república federal de Rússia. Després de la Revolució d'octubre (novembre) els bolxevics van prendre el control del Soviet de Taixkent. A Kokand els musulmans eren més radicals que a Taixkent i el desembre de 1917 el IV Congrés Islàmic regional declarava l'autonomia del Turquestan amb seu a la ciutat de Fergana (que havien tornat a anomenar Kokand), sota la direcció de Mustafa Chakayev, amb el nom de "Govern Provisional del Turquestan Autònom", però conegut generalment com a "Govern de Kokand" de la ciutat on tenia seu. El govern responia a la crida de Lenin als musulmans de revoltar-se contra el tsar i a la promesa de l'autonomia, però tenia poca influència fora de la vall de Fergana, a la resta del Turquestan Rus (domini directe) i als kanats de Bukharà i Khivà. La seva bandera fou partida en horitzontal vermell sobre blau amb mitja lluna i estrella blancs al centre. Aquesta bandera pretenia ser del Turquestan musulmà i no del kanat de Kokand, la bandera del qual havia estat oblidada.
El 24 de gener de 1918 els musulmans de l'Idel-Ural amb centre a Orenburg proclamaven la independència (després els seguiren els àzeris o «tàtars del Caucas» a la primavera). El gener de 1918 el soviet de Taixkent, que no seguia les directrius de Lenin, declarava que el govern de Kokand-Fergana era contrarevolucionari i amenaçava el govern provisional de la ciutat. Els musulmans van apel·lar al Soviet de Petrograd demanant ajut però el delegat, Ióssif Stalin, els va abandonar. Els bolxevics de Taixkent van atacar Kokand (30 de gener), defensada per una milícia musulmana, que fou assetjada, i el 20 de febrer era ocupada i uns cinc mil musulmans van ser massacrats. Molts dels que van sobreviure van marxar a altres parts de la vall que es van revoltar; el Soviet de Taixkent va confiscar el cotó de la vall i provocà la generalització de l'aixecament (abril). El 30 d'abril l'antic Turquestan Rus esdevenia la República Soviètica Autònoma del Turquestan (dins de la República Socialista Federativa Soviètica de Rússia), mentre els revoltats passaven a donar suport als basmatxis.
La ciutat, altre cop amb el nom de Fergana, fou part de la República Soviètica Autònoma del Turquestan; va agafar el nom de Kokand el 1920 i el de Fergana es va donar a l'antiga Nova Marguilan que des de 1907 a 1920 s'havia anomenat Skóbelev (del general tsarista Mikhaïl Skóbelev). Kokand fou incorporada el 1925 a la República Socialista Soviètica de l'Uzbekistan dins de l'óblast de Fergana. El palau del kan Khudayar va esdevenir Museu municipal. El 1970 la ciutat tenia 133.000 habitants.

## Llocs d'interès
El palau en ruïnes de l'últim kan, Khudayar Khan (1871), s'alça al centre de Kokand. A la ciutat també hi ha diverses mesquites i mausoleus reials.